# Öldzijsajchany Batdzul
Öldzijsajchany Batdzul (mong. Өлзийсайханы Батзул; ur. 1 sierpnia 1994) – mongolski zapaśnik w stylu wolnym. Zajął piąte miejsce na mistrzostwach świata w 2021 roku. 
Siódmy na igrzyskach azjatyckich w 2018. Srebrny medalista mistrzostw Azji w 2019 i 2022. Piąty w Pucharze Świata w 2022; szósty w 2017, 2018 i 2019 roku.